# Donata Berra
Donata Berra (* 8. April 1947 in Mailand, Italien) ist eine italienisch-schweizerische Schriftstellerin und Übersetzerin.

## Leben
Donata Berra studierte Italienische Literatur und Musikwissenschaft an der Universität Mailand. 1970 promovierte sie mit einer Arbeit über Alban Bergs Oper Wozzeck. Sie gab für die Literatur eine vielversprechende Karriere als Kunstturnerin auf, die sie 1965 bis in die Italienische Nationalmannschaft geführt hatte. Im Archiv befinden sich ihre beiden Pokale des Wettkampfs von 1963 in Messina.

„Bewegungspräzision auf dem Schwebebalken und poetische Treffsicherheit haben einiges gemeinsam. «Ich kannte den Rhythmus und war mir der Schönheit einer Geste bewusst», sagt Berra heute. So wie antrainierte Figuren am Stufenbarren körperlich verinnerlicht sind, so entstünden Gedichte aus der Intuition und nicht aus dem Kopf, der bei diesem Prozess eher störe.“

Seit 1974 lebt sie in Bern, wo sie von 1981 bis 2012 als Dozentin für italienische Sprache und Literatur am Institut für Romanistik der Universität Bern tätig war. Neben ihren eigenen Gedichtbänden hat sie mehrere Übersetzungen literarischer Werke aus dem Deutschen ins Italienische veröffentlicht. Von 1992 bis 1997 amtierte sie als Mitglied der Gruppe Olten im Direktionskomitee, die sich . Und von 2000 bis 2001 war sie Mitglied der Programmkommission der Solothurner Literaturtage.
Berra ist Mitglied des Schriftstellerverbands Autorinnen und Autoren der Schweiz (AdS), der Nachfolge-Organisation der Gruppe Olten und des Schweizerischen Schriftsteller- und Schriftstellerinnenverbandes (SSV), die sich am 12. Oktober 2002 aufgelöst hatten.

## Auszeichnungen
- 1993: Einzelwerkpreis der Schweizerischen Schillerstiftung
- 1997: Literaturpreis des Kantons Bern
- 2001: Ehrengabe Gottfried-Keller-Preis
- 2018: deutsch-italienischer Preis des Goethe-Instituts in Rom und Berlin für die Übertragung «La guerra invernale nel Tibet» (Friedrich Dürrenmatt) vom Deutschen ins Italienische[2]
- 2022: Premio Giorgio Orelli

## Werke
- Santi quattro coronati. Casagrande, Bellinzona 1992
- Zwischen Erde und Himmel / Tra terra e cielo. Gedichte. Deutsch von Jochen Kelter. Im Waldgut, Frauenfeld 1997, ISBN 3-7294-0253-6.
- Maria, schräg an einen Pfosten gelehnt / Maria, di sguincio, addossata a un palo. Gedichte. Deutsch von Jochen Kelter. Im Waldgut, Frauenfeld 1999, ISBN 3-7294-0285-4.
- Vedute bernesi. Alla chiara fonte, Lugano 2005
- A memoria di mare. Casagrande, Bellinzona 2010
- Maddalena. Gedichte italienisch und deutsch. Ausgewählt aus ihren vier vorherigen Gedichtbänden, ergänzt um einige unveröffentlichte Werke[3] und übersetzt von Christoph Ferber, mit einem Nachwort von Pietro De Marchi. Limmat, Zürich 2019, ISBN 978-3-85791-873-5.
- La linea delle ali. Manni, San Cesario di Lecce 2022, ISBN 978-88-3617-200-9.

### Übersetzungen
- Wolfgang Hildesheimer: Mozart. Sansoni, Florenz 1979
- Klaus Merz: Jakob dorme. Marcos y Marcos, Mailand 1998
- Friedrich Dürrenmatt: La Valletta dell’Eremo. Casagrande, Bellinzona 2002
- Friedrich Dürrenmatt: Le scintille del pensiero. Casagrande, Bellinzona 2003
- Stefan Zweig: Momenti fatali. Adelphi, Mailand 2005
- Klaus Merz: L’argentino. Racconto. Casagrande, Bellinzona 2012
- Friedrich Dürrenmatt: Il giudice e il suo boia. Adelphi, Mailand 2015
- Friedrich Dürrenmatt: La guerra invernale nel Tibet. Adelphi, Mailand 2017
- Friedrich Dürrenmatt: La promessa. Adelphi, Mailand 2019
- Friedrich Dürrenmatt: Minotauro. Adelphi, Mailand 2021